# Lívia Drusil·la

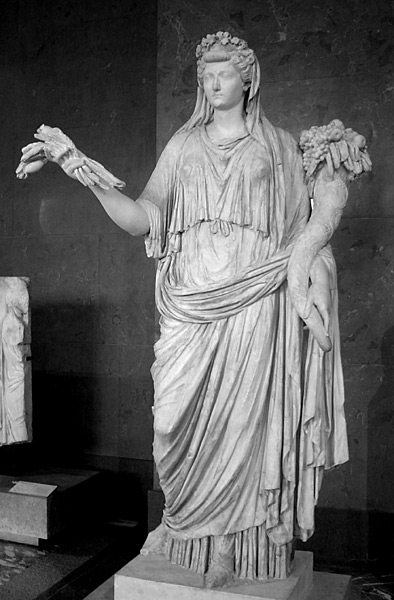
Estàtua de Lívia

Lívia Drusil·la (en llatí Livia Drusilla; Roma, 30 de gener 58 aC - Roma, 29 dC), va ser una emperadriu romana. Va ser l'esposa d'August i generalment coneguda com a Lívia.

## Biografia
Va néixer el 30 de gener del 58 aC (William Smith, al seu diccionari, indica 28 de setembre del 56 aC) i era filla de Livi Drus Claudià i d'Aufídia, però ja era d'il·lustre origen i descendent d'Appi Claudi Cec i Marc Aufidi Lurcó.
Es va casar amb Tiberi Claudi Neró, el qual va lluitar l'any 40 aC a la Guerra de Perusa contra Octavi (el futur August), i va haver de fugir amb el seu marit. Però el 38 aC va atreure l'atenció d'Octavi, i el seu marit va ser obligat a divorciar-se'n i lliurar-la al triumvir. Amb el seu primer marit ja tenia un fill, el futur emperador Tiberi, i quan es va casar amb August estava embarassada de sis mesos d'un segon fill, Neró Claudi Drus, als quals August va adoptar. La mort d'aquest darrer, favorit d'August, va obrir el camí a la successió de Tiberi.
Amb August no va tenir fills, tanmateix sempre va exercir una gran influència en el govern. Va complaure el seu marit en tots els detalls, va ignorar les seves amants, es va comportar com una excel·lent matrona romana, i mai va disputar amb August excepte per la successió que ella volia assegurar als seus fills, i August preferia membres de la seva pròpia família. Tàcit i algun altre historiador acusen Lívia de les morts d'alguns possibles successors imperials, com Marcel, Gai Cèsar i Luci Cèsar, i fins i tot de la mort d'August l'any 14. Avui dia els historiadors consideren altament improbables aquestes acusacions. El retrat de Lívia està marcat per la misogínia imperant en l'època. Als seus Annals, el mateix Tàcit titlla la dona, en general, d'imbecillus sexus.
A la mort d'August, el seu testament indicava que Lívia havia estat adoptada a la gens Júlia (llavors va agafar el nom de Júlia Augusta) i Tiberi n'era el successor. Durant un temps, tots els documents públics portaren les signatures de Tiberi i d'ella mateixa, i excepte per algunes coses com les compareixences al senat, a les assemblees i a l'exèrcit, per a tota la resta va actuar com a sobirana. El senat li va conferir diversos honors.
Finalment, Tiberi li va ordenar de retirar-se dels afers públics, però encara va continuar exercint influència sobre l'emperador, fins al punt que aquest va decidir traslladar la seva residència lluny de Roma, i es va establir a Capri (Capreae), i durant tres anys només va parlar amb ella un parell de vegades, i encara va refusar anar a veure-la quan ja era al llit de mort.
Va morir l'any 29 als 82 anys segons Plini el Vell i als 86, segons Dió Cassi. Tiberi no va assistir al funeral i va refusar-ne consagració, proposada pel senat, amb l'excusa que ella mateixa no ho hauria volgut. La seva oració funerària va ser llegida pel seu besnet Gai Cèsar (Calígula). Tiberi no va permetre executar el seu testament i els llegats disposats no es van pagar fins al regnat de Calígula i la seva consagració no es va fer fins al temps de Claudi.